# Hoya apiculata
Hoya apiculata är en oleanderväxtart som beskrevs av Rudolph Herman Scheffer. Hoya apiculata ingår i släktet Hoya och familjen oleanderväxter. Inga underarter finns listade i Catalogue of Life.